# Dagobert Lubinski

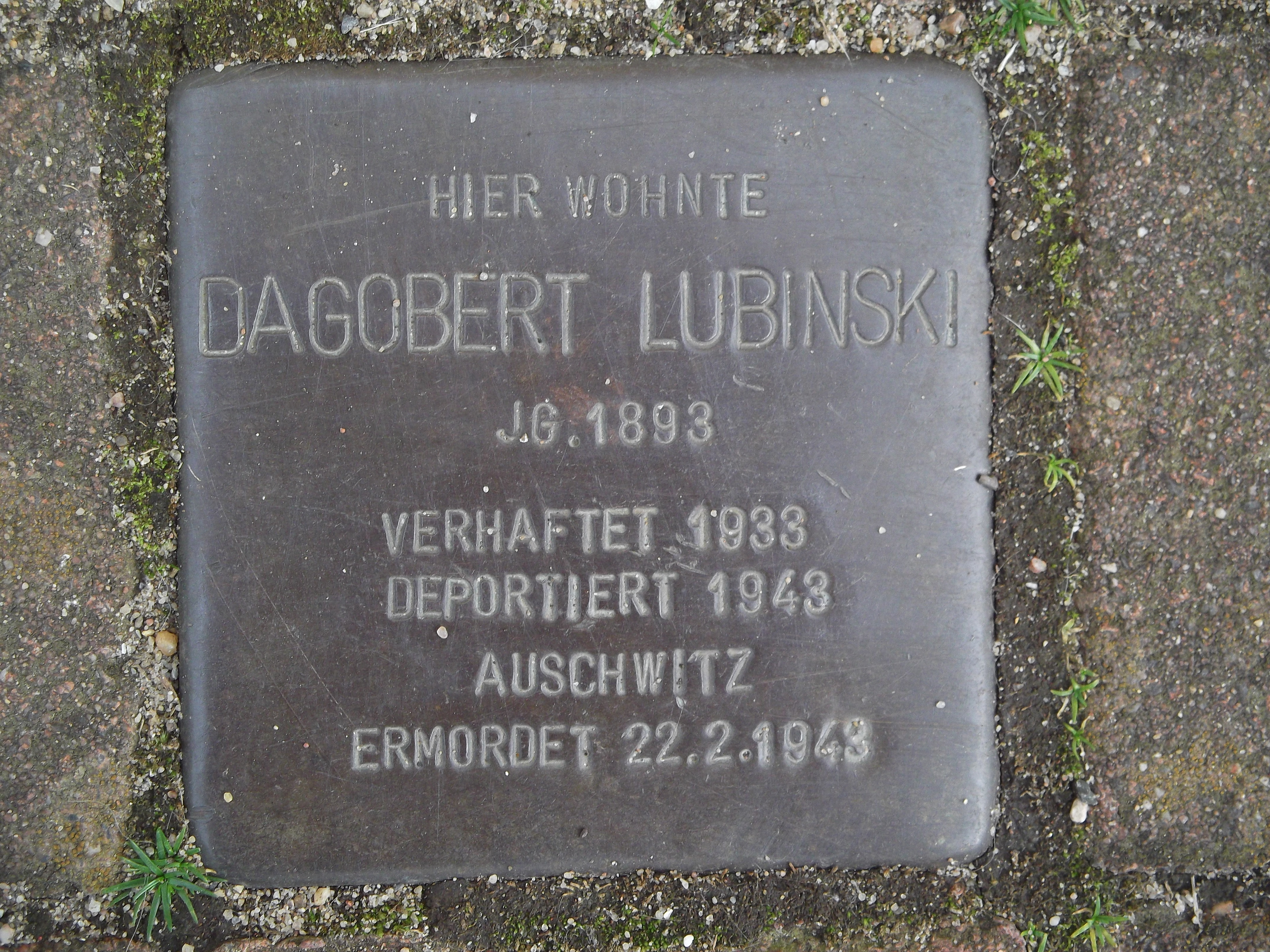
Dagobert Lubinski Stolperstein

David Dagobert Lubinski (* 17. Juli 1893 in Breslau; † 22. Februar 1943 im KZ Auschwitz) war ein deutscher Journalist und Widerstandskämpfer gegen das NS-Regime.

## Leben
Dagobert Lubinski machte nach dem Realgymnasium eine kaufmännische Ausbildung. 1911 wurde er Mitglied der SPD, 1917 der USPD und 1920 der KPD. Am 3. März 1921 heiratete er in Breslau die Bankbeamtin Lotte (Charlotte Luise Marie; 1891–?), eine geborene Elmer, mit welcher er zwei Töchter, Hanna (1921–2008) und Nora (1922–2010), hatte. Im Oktober 1927 begann er seine Tätigkeit als Wirtschaftsredakteur der kommunistischen Parteizeitung „Freiheit“ in Düsseldorf. Ein Jahr später wurde er wegen seiner Kritik am Kurs der Partei aus der KPD ausgeschlossen und galt fortan als führender Kopf der Kommunistischen Partei-Opposition (KPO), die sich für einen gemeinsamen Kampf aller sozialistischen Parteien gegen die Nationalsozialisten einsetzte. 
Nach der „Machtergreifung“ wurde Lubinski bereits am 1. März 1933 in Schutzhaft genommen und am 1. August 1933 von der Ulmer Höh ins KZ Börgermoor gebracht, am 17. Oktober 1933 in das KZ Lichtenburg überführt und Mitte Dezember 1933 entlassen. Er war nun arbeitslos. Seine früheren Arbeitgeber waren verhaftet, geflohen oder im Untergrund. Die KPO wurde seit März 1933 von August Gössling, Franz Krompers und Erich Hecker im Untergrund weitergeführt, Treffen fanden im Grafenberger Wald statt. 
Am 3. November 1936 wurde er erneut verhaftet und gefoltert, nachdem er seinen illegalen Widerstand gegen das NS-Regime weitergeführt hatte und von seinem ehemaligen KPD-Genossen Heinrich Schlagewerth belastet worden war. Bei einem Gerichtsprozess in Wuppertal wurde er im April 1938 wegen „Vorbereitung zum Hochverrat“ zu zehn Jahren Haft verurteilt und im Zuchthaus Lüttringhausen inhaftiert. Zum Verhängnis wurde ihm aber seine jüdische Herkunft. Im Januar 1943 wurde Dagobert Lubinski nach Auschwitz deportiert, wo er zu Tode kam.
1991 veröffentlichte seine Enkelin Annette Leo auf der Basis seiner Briefe und Kassiber eine Biografie von Lubinski. 2011 ließ der Verein Düsseldorfer Journalisten eine Gedenktafel an seinem ehemaligen Wohnhaus als Redakteur in der Kirchfeldstraße 141 in Düsseldorf-Friedrichstadt anbringen. Ein Stolperstein wurde an der Wohnstätte seiner ersten Verhaftung in der Säckinger Straße 28 in Düsseldorf-Mörsenbroich in den Gehweg eingelassen.

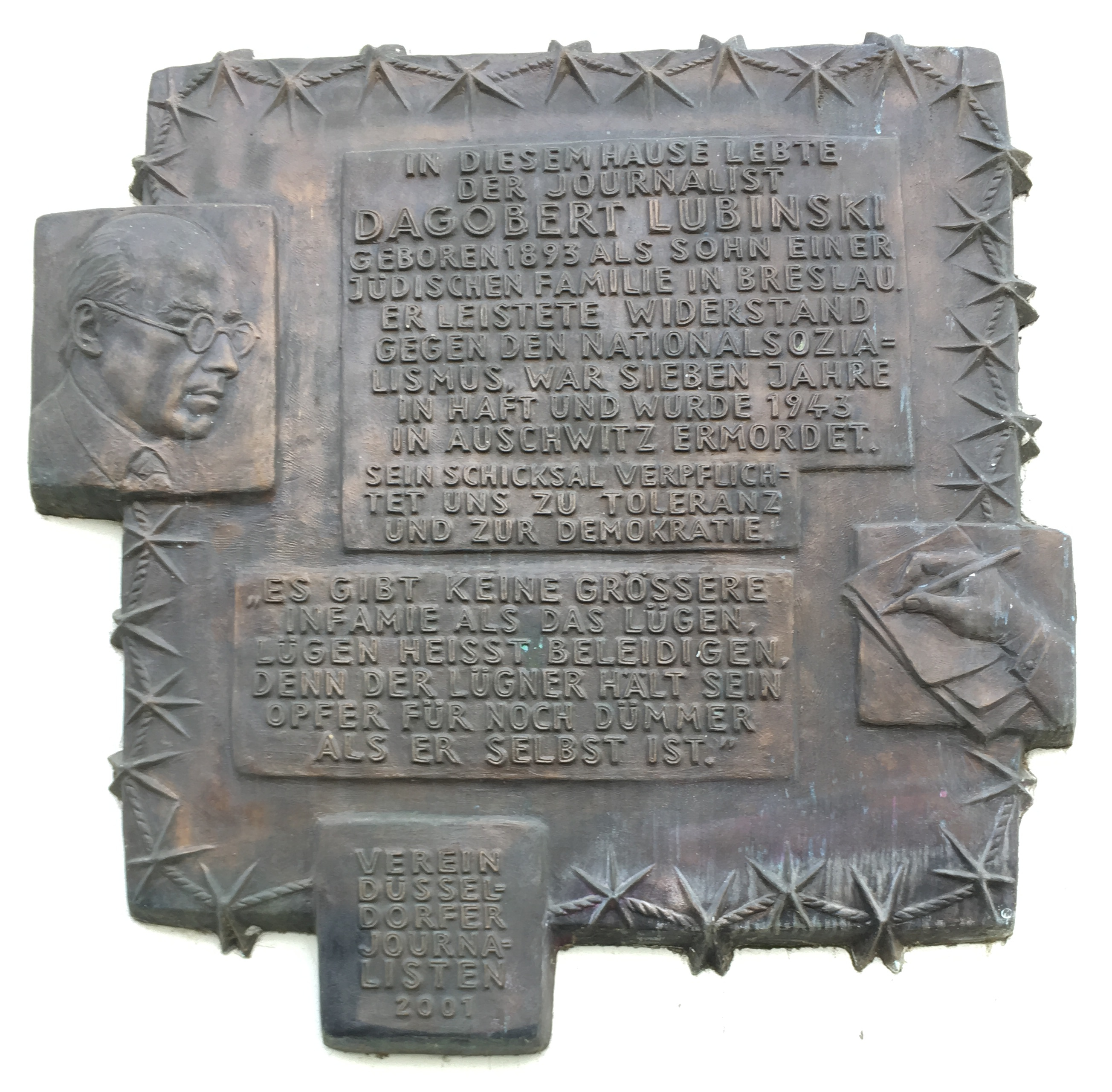
Gedenktafel an der Kirchfeldstraße 141, Düsseldorf